# Sîrvatînți, Horodok
Sîrvatînți (în ucraineană Сирватинці) este un sat în comuna Skîpce din raionul Horodok, regiunea Hmelnîțkîi, Ucraina.

## Demografie
Componența lingvistică a localității Sîrvatînți
     Ucraineană (99,84%)
     Alte limbi (0,16%)
Conform recensământului din 2001, majoritatea populației localității Sîrvatînți era vorbitoare de ucraineană (99,84%), existând în minoritate și vorbitori de alte limbi.